# 梁海金
丹斯里梁海金（Leong Hoy Kum，1957年—），馬來西亞華人，马来西亚吉打州亚罗士打出生，祖籍广东广州。马星集团总执行长兼董事经理。

## 生平
马星集团创建于1960年代，1979年，20岁的梁海金接管父亲的生意后逐步扩大事业，并在1992年将公司成功上市。